# Тирю
Тирю́ (яп. 知立市 Тирю:-си) — город в Японии, расположенный в центральной части префектуры Айти. Основан 1 декабря 1970 года путём предоставления посёлку статуса города. Город застроен жилыми и промышленными массивами.